# Giovanni Battista Viotti

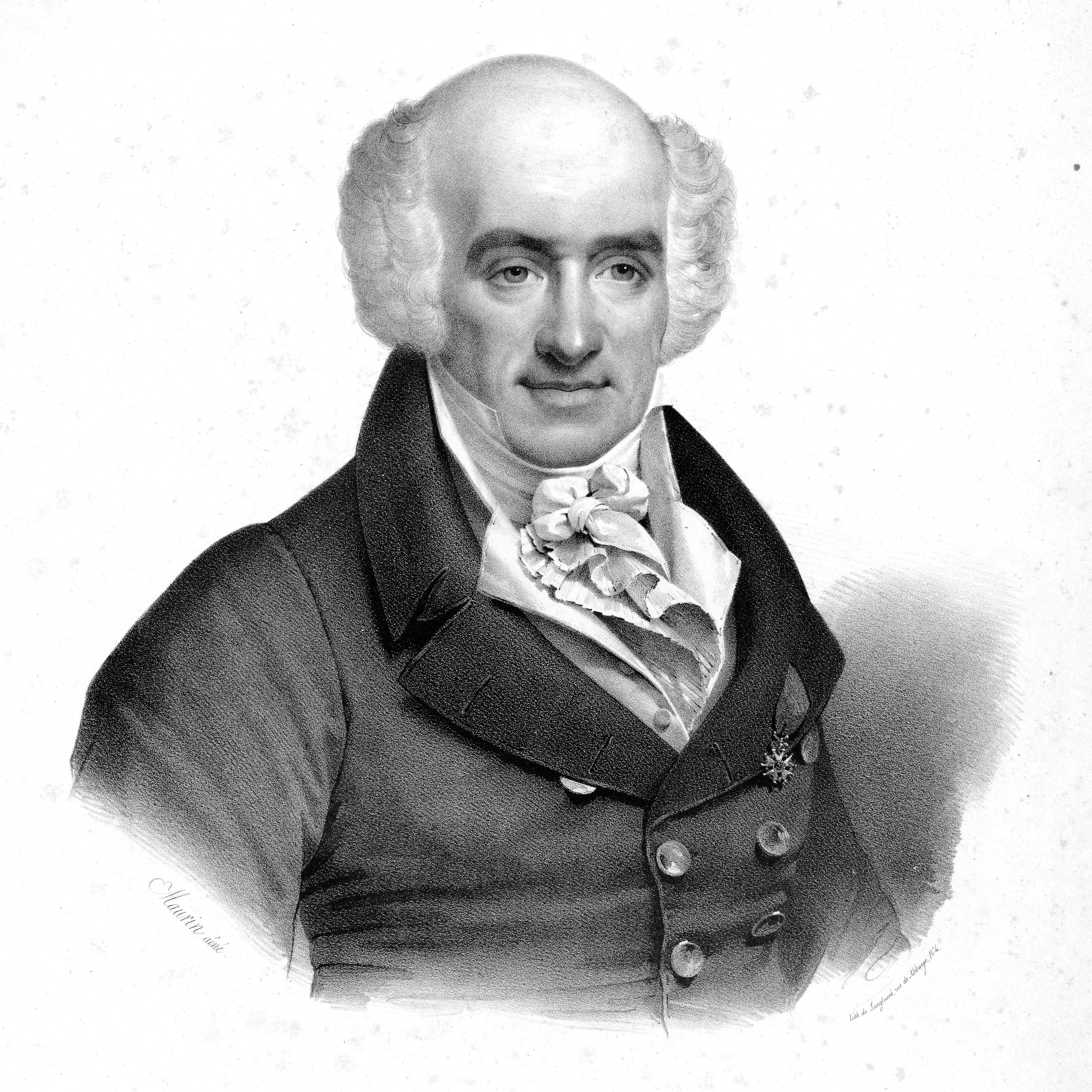
Giovanni Battista Viotti

Giovanni Battista Viotti (* 12. Mai 1755 in Fontanetto Po, Piemont; † 3. März 1824 in London) war ein italienischer Violinist und Komponist. Er gilt als einer der Väter der modernen Violintechnik.

## Leben
Viotti, der vermutlich aus ärmlichen Verhältnissen stammte, ging 1768 nach Turin und wurde dort 1770 Schüler von Gaetano Pugnani, der bei Giovanni Battista Somis und Giuseppe Tartini studiert hatte. 1775 wurde Viotti Mitglied der Königlichen Kapelle in Turin. Ab 1780 reiste der gefeierte Geigenvirtuose mit Pugnani durch ganz Europa bis nach Sankt Petersburg, wo er sich 1782 von Pugnani trennte. Danach lebte Viotti in Paris, hier gab er am 17. März 1782 sein Debüt bei den Concerts spirituels. Auch stand er zeitweise im Dienst der Königin Marie-Antoinette. Von 1789 bis Juni 1792 wirkte er als Opernimpresario am Théâtre de Monsieur und am Théâtre Feydeau. In den Wirren der französischen Revolution musste Viotti im Juli 1792  wegen seiner guten Beziehungen zur französischen Königsfamilie und zur Aristokratie nach London flüchten. Dort trat er unter anderem in der Joseph-Haydn-Konzertreihe von 1794–1795 neben anderen Virtuosen wie Johann Ladislaus Dussek oder Gertrud Elisabeth Mara auf und war auch Mitbegründer der Royal Philharmonic Society.
Eine enge und lebenslange Freundschaft unterhielt Viotti zum höchsten englischen Finanzbeamten William und seiner Frau Margaret Chinnery. 1798 wurde er des Landes verwiesen, weil er als Agent des revolutionären Frankreich verdächtigt wurde. Zeitgenössische englische Zeitungen vermuteten jedoch auch eine Intrige zugunsten von Viottis unterlegenem Rivalen, Wilhelm Cramer, und nennen einflussreiche Adlige, die gegen Viotti beim König intrigiert hätten. Trotz Fürsprache wichtiger Personen, auch aus dem Königshaus, musste Viotti am 8. März 1798 das Land verlassen und lebte bis 1799 oder 1801 zurückgezogen in Schenefeld bei Hamburg auf dem Landgut Friedrichshulde, das einem reichen englischen Kaufmann, John Smith aus Altona, gehörte. Dort unterrichtete er mehrere Monate lang den erst dreizehnjährigen Friedrich Wilhelm Pixis. Nach mehreren Zeitungsberichten kehrte er im Sommer 1799 oder spätestens Anfang 1800 nach England zurück und lebte incognito auf dem Landgut der Chinnerys in Gillwell bei London. Ab dem Frühjahr 1801 erscheint er wieder selbstverständlich als dort lebender Angehöriger des Haushalts in der Korrespondenz der Chinnerys. Er zog sich ganz aus dem öffentlichen Musikleben zurück, konzertierte jedoch viel bei privaten Anlässen, v. a. in Gillwell. Bereits seit den 1790er-Jahren war er Teilhaber eines Weinhandels. Im Juli 1811 wurde er britischer Staatsbürger.
Nachdem William Chinnery 1812 wegen Veruntreuung einer großen Summe in Ungnade gefallen war, lebten Viotti und Margaret Chinnery zusammen.
Nach der Restauration 1818 kehrte er wieder nach Paris zurück. Inzwischen war der Weinhandel bankrottgegangen und hatte Viotti gewaltige Schulden hinterlassen. In der Hoffnung, diese abbezahlen zu können, nahm er die Leitung des Théâtre-Italien und dann der Opéra an. Von 1818 bis 1821 war er Direktor der Grand Opéra de Paris. 1823 kehrte er mit Margaret Chinnery nach London zurück, wo er mit ihr zusammen lebte und bald darauf verarmt und verschuldet starb. In seinem Nachlass fanden sich u. a. zwei Violinkonzerte (Nr. 28 und 29).

## Schaffen und Wirkung

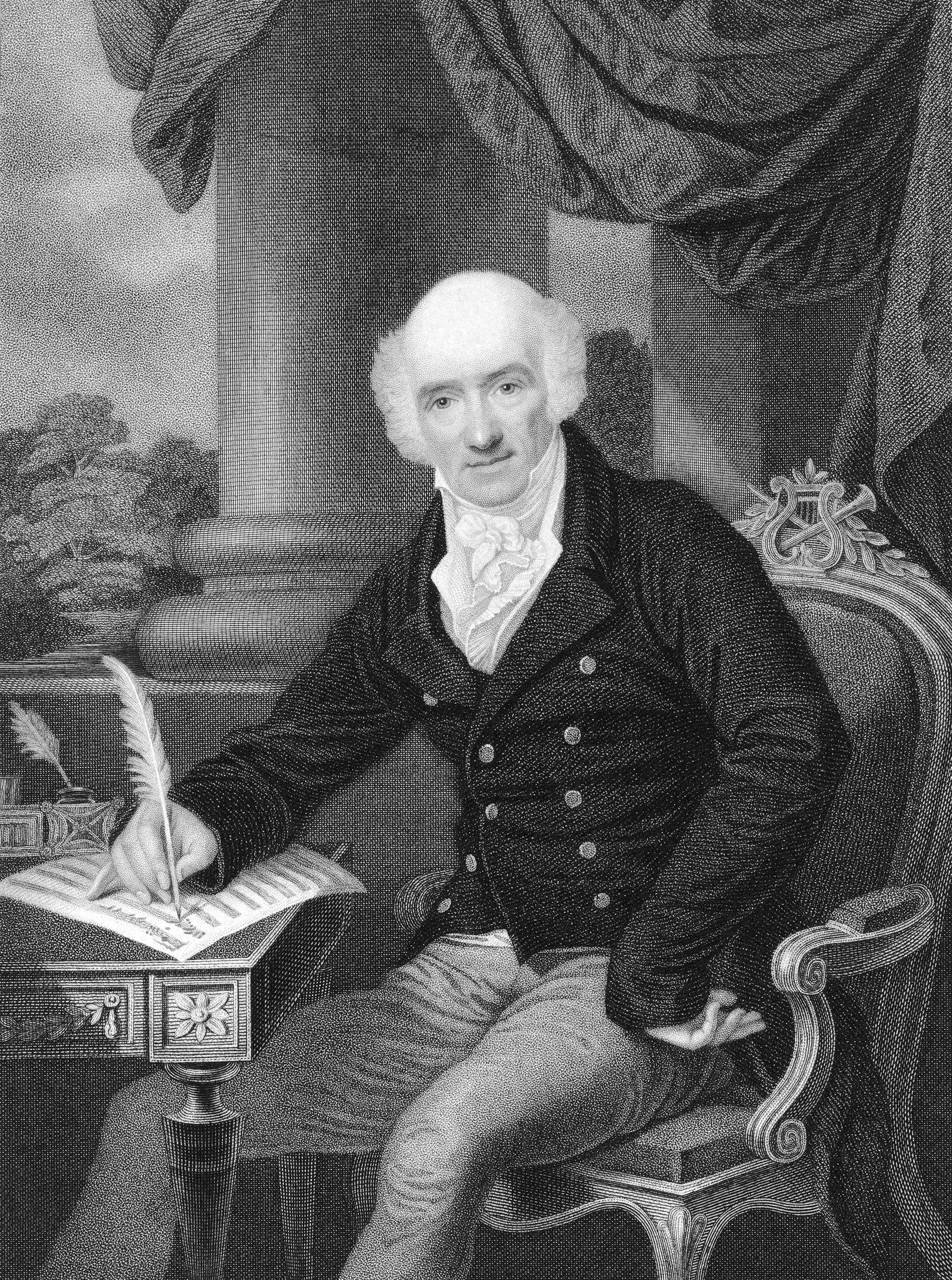
Giovanni Battista Viotti

Viotti komponierte hauptsächlich für die Violine. Er übernahm klassische Strukturen. Die letzten Pariser Konzerte (Nr. 14–19, ab 1788) nahmen teilweise bereits frühromantische Züge an. Seine Meisterschüler Pierre Rode und Pierre Baillot waren stark von ihm beeinflusst, ebenso wie Rodolphe Kreutzer – dadurch gilt Viotti als Vater der französischen Violinschule des frühen 19. Jahrhunderts. Auch Paganini hatte nicht nur Konzerte von Viotti in seinem Repertoire, sondern war auch in seinem Stil und in seinen eigenen Konzerten deutlich von ihm beeinflusst. In Deutschland folgten dem Stil und Modell seiner Konzerte auch Louis Spohr und in geringerem Maße Ludwig van Beethoven. Wolfgang Amadeus Mozart fügte dem 16. Violinkonzert Viottis zwei Trompeten und Pauken hinzu (KV 470a). Großen Erfolg hatte auch das 13. Konzert, das Johann Ladislaus Dussek für Klavier umarbeitete; das abschließende Rondo arrangierte Viotti selber als Einlage für beliebte Opern von Paisiello und Martín y Soler. Am bekanntesten wurde Viottis 22. Violinkonzert in a-Moll, das Johannes Brahms in seinem Doppelkonzert in a-Moll op. 102 zitierte. Der mit Brahms befreundete Violinist und Komponist Joseph Joachim schrieb für dieses Konzert Viottis Kadenzen, die auch heute noch gespielt werden.
Viotti schrieb zehn seiner Violinkonzerte zu Klavierkonzerten um.
Sein Violinspiel war geprägt durch eine sehr differenzierte, teils kraftvolle, energische, teils weiche Bogenführung. Bezeichnend hierfür ist sein Ausspruch: Le violon c’est l’archet („Die Geige, das ist der Bogen“). Zeitzeugen berichteten von seinem für die damalige Zeit kräftigen Vibrato.
2013 präsentierte der italienische Geiger Guido Rimonda im Rahmen einer Gesamteinspielung der Violinkonzerte von Viotti ein bis dahin nicht bekanntes Tema con Variazioni in C-Dur für Violine und Orchester, dessen Thema eindeutig der Melodie der Marseillaise entspricht; wenn die Datierung des im Besitz von Rimonda befindlichen Manuskriptes mit „1781“ echt ist, wäre Viotti also der eigentliche Komponist der französischen Nationalhymne.

## Werke
Die beiden Musikwissenschaftler Remo Giazotto und Chappell White schrieben Viotti-Biografien und katalogisierten seine Werke. Den Werksziffern stehen dabei jeweils die Buchstaben G oder W voran.
- 29 Violinkonzerte, davon zwei im Nachlass:
  - 1: C-Dur, 1782
  - 2: E-Dur, 1782
  - 3: A-Dur, Bln. 1781; mit neuem 2. Satz 1782
  - 4: D-Dur, 1782
  - 5: C-Dur, 1782
  - 6: E-Dur, 1782
  - 7: B-Dur, ca. 1783–86
  - 8: D-Dur, ca. 1783–86
  - 9: A-Dur, ca. 1783–86
  - 10: B-Dur, ca. 1783–86
  - 11: A-Dur, 1787
  - 12: B-Dur, 1787–88
  - 13: A-Dur, 1788
  - 14: a-Moll, ca. 1788–89
  - 15: B-Dur, ca. 1788–89
  - 16: e-Moll, ca. 1789–90 (Mozart schrieb für den 1. und 3. Satz Trompeten- und Paukenstimmen, KV470a)
  - 17: d-Moll, ca. 1790–91
  - 18: e-Moll, ca. 1790–93
  - 19: g-Moll, 1791; revidiert von Viotti, 1818 (das letzte von Viottis Pariser Konzerten)
  - 20: D-Dur, ca. 1792–95
  - 21: E-Dur, ca. 1792–97
  - 22: a-Moll, ca. 1803
  - 23: G-Dur, ca. 1793–94
  - 24: h-Moll, ca. 1793–97
  - 25: A-Dur, ca. 1795–96
  - 26: B-Dur, ca. 1793–97
  - 27: C-Dur, ca. 1794–96
  - 28: a-Moll, ca. 1803–12
  - 29: e-Moll, ca. 1801–17

- 2 konzertante Sinfonien für zwei Violinen und Orchester
- 70 Violinsonaten
- zahlreiche Duos, Trios und Quartette
- Tema con variazioni in C-Dur für Violine und Orchester (Vorläufer der Marseillaise)

## Rezeption, Sonstiges
Der italienische Geiger Franco Mezzena spielte von 1990 bis 2004 alle 29 Violinkonzerte ein. Eine weitere Gesamteinspielung mit Guido Rimonda und der Camerata Ducale ist seit 2012 in Arbeit. Rimonda hat auch 1998 ein Viotti Festival in Vercelli ins Leben gerufen.